# Ley del mar

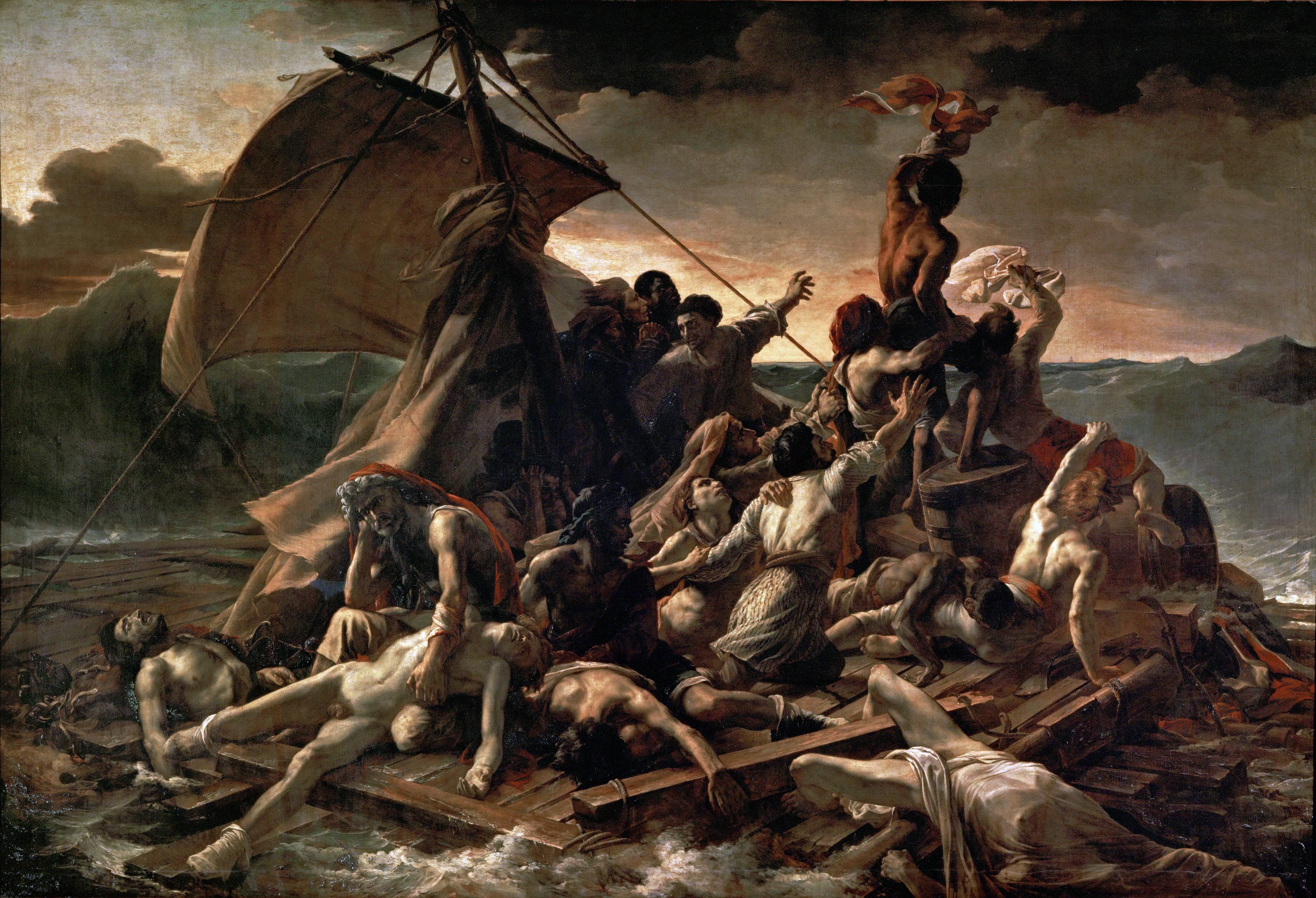
La balsa de la Medusa, óleo de Théodore Géricault de 1819, realizado nueve años después del trágico naufragio de la fragata La Meduse en la que los supervivientes se vieron obligados a practicar canibalismo de supervivencia siguiendo la tradición de la ley del mar.

La ley del mar engloba una serie de tradiciones por las que los marinos de todo el mundo se han regido a lo largo de la historia de la navegación. Tradiciones como que el capitán sea el último en abandonar el navío o que sean las mujeres y los niños los primeros en ocupar las plazas de los botes salvavidas en caso de naufragio, son algunas de estas costumbres. Sin embargo, la ley del mar se refiere más específicamente a la costumbre de practicar canibalismo de supervivencia en el caso de que un grupo de náufragos quede a la deriva tras un naufragio.
De acuerdo a esta tradición marinera, en el caso de que un grupo de marinos quedase a la deriva en alta mar, una vez agotado el alimento, los náufragos podían echar a suertes quién de ellos sería sacrificado para servir de alimento a los demás. Este proceso se repetiría tantas veces como fuese necesario hasta que los supervivientes fuesen rescatados, o hasta que quedase un único superviviente en la balsa. De acuerdo a la ley del mar, únicamente podían ser usados como alimento bien los cuerpos de personas que hubiesen muerto por causas naturales -habitualmente heridas producidas en el naufragio, o más comúnmente muertos por haber bebido agua de mar-, o bien aquellos supervivientes que el azar hubiese escogido para tal fin. Entre los marinos era habitual usar el método del cordel: se cortaban tantos pedazos de cabo como supervivientes quedasen y aquel que escogiese el cordel más corto era el elegido para el sacrificio.

## Ejemplos históricos de canibalismo de supervivencia en naufragios
- La Meduse fragata francesa embarrancada en un bajo de arena a más de 50 millas de la costa en 1810. La falta de botes salvavidas suficientes obliga a construir una enorme balsa que se sobrecarga con los náufragos que no cabían en los botes salvavidas. Tras intentar remolcar la balsa con los botes salvavidas, el capitán ordenó cortar los cabos de remolque abandonando la balsa a su suerte, dejando a la deriva a 149 tripulantes. Tras 2 semanas a la deriva la balsa es localizada por un navío francés. En ella sólo quedaban a bordo 15 supervivientes en condiciones deplorables que habían tenido que recurrir al canibalismo para poder sobrevivir.

- Essex ballenero hundido por un cachalote el 20 de noviembre de 1820 en el pacífico Sur. Los 21 supervivientes se acomodaron en las tres lanchas balleneras y llegaron a la isla Henderson. Allí se alimentaron hasta que esquilmaron los escasos recursos del lugar. Todos los supervivientes, salvo tres, decidieron hacerse de nuevo a la mar para tratar de llegar al continente sudamericano. Los primeros muertos en los botes fueron arrojados al agua envueltos y cosidos en una lona, tal y como manda la tradición. Pero poco tiempo después, los marineros supervivientes se vieron obligados a aplicar la ley del mar en los botes y echar a suertes quienes serían ejecutados para servir de alimento a los demás. Finalmente ocho marineros fueron rescatados por dos barcos diferentes unos 95 días después del naufragio; siete marinos habían sido ejecutados y devorados. La historia del Essex sirvió de inspiración a Herman Melville para la novela Moby Dick.

- Mignonette yate británico naufragado el 5 de julio de 1884. El Mignonette navegaba por la ruta atlántica del sur rumbo a Australia. Una galerna le alcanzó entre las islas de St. Helena y Tristán Da Cunha haciéndolo naufragar. Sus cuatro tripulantes (el capitán Tom Dudley, Edwin Stephens, Edmund Brooks y un muchacho de 17 años que fingió tener 18 para enrolarse llamado Richard Parker) sobrevivieron en un bote durante más de tres semanas, alimentándose de una tortuga que lograron capturar. A pesar de que bebieron su propia orina para luchar contra la deshidratación, Parker no pudo evitar beber agua de mar y enfermó. Agotada la carne de la tortuga y considerando que Parker estaba enfermo y moriría pronto, Dudley y Stephens decidieron matarlo para alimentarse con su cadáver. El 29 de julio, tras derivar 1.050 millas en 24 días por el océano, el navío alemán Moctezuma divisó el bote y rescató a los tres sobrevivientes y los restos del cadáver de Parker, a unas 990 millas al este de Río de Janeiro. Una vez de regreso a Gran Bretaña, la muerte del grumete Richard Parker a manos de Dudley y Stephens sin que hubiese mediado sorteo fue juzgada por un tribunal militar como asesinato, creando jurisprudencia al respecto. Los acusados fueron hallados culpables y condenados a muerte pero se pidió clemencia y la sentencia fue conmutada por una estancia de 6 meses en prisión[3][1]

### Canibalismo de supervivencia en otros medios de transporte
El caso del Vuelo 571 de la Fuerza Aérea Uruguaya es quizá el ejemplo más reciente de canibalismo de supervivencia, que si bien no se trata de un ejemplo directo de la ley del mar, guarda con ésta muchos puntos en común.